# Krucz (przystanek kolejowy)
Krucz – przystanek kolejowy w Kruczu na linii kolejowej nr 206, w województwie wielkopolskim.